# Epuraea fuscicollis
Epuraea fuscicollis – gatunek chrząszcza z rodziny łyszczynkowatych i podrodziny Nitidulinae. Zamieszkuje Palearktykę. Bytuje w soku wyciekającym z uszkodzonych drzew liściastych. Postacie dorosłe ponadto odwiedzają kwiaty.

## Taksonomia
Gatunek ten opisany został po raz pierwszy w 1835 roku przez Jamesa Francisa Stephensa pod nazwą Nitidula fuscicollis.

## Morfologia
Chrząszcz o owalnym w zarysie ciele długości od 2,3 do 3,7 mm. Wierzch ciała ubarwiony jest rdzawobrunatnie z żółtawymi plamami na przedpleczu i pokrywach; w przeciwieństwie do E. guttata plamy te mają brzegi rozmyte i nie są wyraźnie odcięte od ciemnego tła, a ponadto plamy po bokach szwu na pokrywach zwykle przechodzą jedna w drugą. Podobnie jak u E. guttata jedna z plam leży na przedpleczu przed tarczką. Czułki u samców mają człon dziewiąty niewiele szerszy od dziesiątego, zaś u samic wyraźnie od niego szerszy. Powierzchnia przedplecza jest gładka, natomiast pokryw wyraźnie skórzasta. Przedplecze jest 1,75 raza szersze niż długie, po bokach z wąskim, rynienkowatym obrzeżeniem. Pokrywy również mają wąskie, rynienkowate obrzeżenie krawędzi bocznych. Zapiersie jest znacznie dłuższe od pierwszego z widocznych sternitów odwłoka. Odnóża mają stopy o pazurkach pozbawionych ząbków u podstawy. Pary odnóży środkowa i tylna mają golenie wyraźnie rozszerzone ku szczytowi, zaś para tylna ma uda pozbawione zgrubień i ząbków, a golenie o wewnętrznej krawędzi niezałamanej. Odwłok samicy ma ostatni sternit z szerokim wgnieceniem na wierzchołku. Samiec ma genitalia z prąciem na szczycie zaokrąglonym.

## Ekologia i występowanie
Owad saproksyliczny. Bytuje w soku wyciekającym z uszkodzonych drzew liściastych, w tym brzóz i dębów. Postacie dorosłe od czerwca do sierpnia odwiedzają kwiaty roślin z rodziny selerowatych. Czasem przylatują też do wytłoczyn owoców.
Gatunek palearktyczny. W Europie znany jest z Portugalii, Hiszpanii, Andory, Irlandii, Wielkiej Brytanii, Francji, Monako, Belgii, Luksemburga, Holandii, Niemiec, Szwajcarii, Austrii, Włoch, Danii, Szwecji, Polski, Czech, Słowacji, Węgier, Białorusi, Ukrainy, Mołdawii, Rumunii, Bułgarii, Słowenii, Chorwacji, Bośni i Hercegowiny, Czarnogóry, Serbii, Albanii, Macedonii Północnej, Grecji oraz europejskich części Rosji i Turcji. W Azji zamieszkuje Cypr, azjatycką część Turcji, Bliski Wschód oraz wschodnią część Palearktyki. Ponadto znany jest z Afryki Północnej. W Polsce jest owadem bardzo rzadkim, stwierdzonym tylko na dwóch stanowiskach w południowo-zachodniej części kraju. Z kolei na „Czerwonej liście gatunków zagrożonych Republiki Czeskiej” umieszczony został ze statusem zagrożonego wymarciem (EN).